# Franziska Giffey
Franziska Giffey, född Süllke 3 maj 1978 i Frankfurt an der Oder i dåvarande Östtyskland, är en tysk socialdemokratisk politiker för SPD och var Berlins regerande borgmästare 2021-2023.

## Biografi

### Utbildning och förvaltningskarriär
Giffey växte upp i Briesen i östra DDR och tog 1997 gymnasieexamen vid Werner Seelenbinder-gymnasiet i Fürstenwalde. Hon påbörjade studier vid Humboldtuniversitetet i Berlin till lärare men avbröt lärarutbildningen efter två terminer. Anledning var att hon avråddes av läkare från läraryrket på grund av en funktionsnedsättning av struphuvudet, och hon kom istället att fortsätta sina studier inom förvaltningsrätt där hon tog examen från Fachhochschule für Verwaltung und Rechtspflege (FVHR) 2001 (idag del av Hochschule für Wirtschaft und Recht Berlin). Under studierna gjorde hon praktik i London, inom Labourpolitikern och Lewishams stadsdelsborgmästare Dave Sullivans kontor. Efter avslutade studier arbetade hon som politisk tjänsteman i Treptow-Köpenicks stadsdelsområde under distriktsborgmästaren Klaus Ulbricht. Parallellt med arbete inom Berlins kommunförvaltning studerade hon även EU-förvaltningsmanagement, med en masterexamen från FVHR 2005, och blev ansvarig för EU-frågor inom Neuköllns stadsdelsförvaltning. Från 2005 till 2010 doktorerade hon på deltid i statsvetenskap vid Otto-Suhr-Institut vid Freie Universität Berlin och lade 2010 fram avhandlingen Europas Weg zum Bürger – Die Politik der Europäischen Kommission zur Beteiligung der Zivilgesellschaft.

### SPD-politiker
Giffey gick med i SPD år 2007 och engagerade sig lokalt i stadsdelsområdet Neukölln i Berlin. I september 2010 blev hon del av Neuköllns stadsdelsråd med ansvar för utbildning, skola, kultur och sport. Den 15 april 2015 valde Neuköllns stadsdelsförsamling henne till stadsdelsområdesborgmästare.
Den 14 mars 2018 tillträdde Regeringen Merkel IV och Giffey utsågs samtidigt till förbundsminister för familje-, äldre-, kvinno- och ungdomsfrågor i denna regering. I februari 2019 uppdagades misstankar om att Giffey plagierat sin doktorsavhandling, vilket efter en utredning ledde till att Freie Universität Berlin i juni 2021 drog tillbaka Giffeys doktorsgrad. Då hade Giffey redan den 19 maj 2021 valt att avgå som minister.
I april 2021 utsåg SPD i Berlin Giffey till huvudkandidat som borgmästare. Efter valet blev SPD största parti och bildade en vänsterkoalition med Die Grünen och Die Linke, varefter Giffey kunde tillträda som regerande borgmästare den 21 december 2021.
Efter ett beslut i delstaten Berlins författningsdomstol kom 2021 års delstatsval att ogiltigförklaras på grund av omfattande problem vid genomförandet, bland annat då Berlin Marathon genomfördes samma dag med logistikproblem och förseningar som följd. Författningsdomstolen konstaterade att mandatfördelningen i vissa valkretsar potentiellt hade påverkats av brister i genomförandet av valet och att ett omval därmed var nödvändigt. Giffey kandiderade även i omvalet.
Vid omvalet som genomfördes i februari 2023 blev CDU största parti. Giffey avgick som regerande borgmästare och rekommenderade SPD att ingå i en så kallad stor koalition över blockgränsen, varefter CDU fick borgmästarposten i en koalitionsregering där även Giffey kom att ingå. I Berlins delstatsregering, som kallas Berlins senat, blev hon ställföreträdande borgmästare och senator för näringsliv och energi (närings- och energiminister).

### Familj och privatliv
Giffey är sedan 2008 gift med veterinären Karsten Giffey, och paret har en son född 2009. Den professionelle basketspelaren Niels Giffey är hennes makes syskonbarn.

## Politiska ställningstaganden
Giffey har uttalat sig för förskoleplikt från tre års ålder, för att ge alla barn en bättre tidig utveckling och underlätta senare inskolning. 
Hon har kritiserat de grundskolereformer som infördes i Berlin mellan 2004 och 2008, bland annat genom att förberedande klasser avskaffades och skolåldern sänktes. Denna sänkning kom också successivt att avskaffas från 2015. Hon ser istället hellre förberedande klasser för att ge barn som ännu inte är skolmogna bättre anpassad inskolning.
Giffey har sagt sig vilja verka för en höjning av lärarlöner och återinförandet av läraryrkets traditionella arbetsrättsliga ämbetsmannastatus i förbundslandet Berlin, med generösare villkor för bland annat pensioner, för att förhindra den utflyttning av högutbildade lärare till andra förbundsländer som ökat sedan avskaffandet av ämbetsmannastatusen i Berlin 2004.
Giffey drev som skolborgarråd i Neukölln 2007 igenom den i Tyskland unika lösningen med användning av väktare vid inpassering i skolor, med anledning av upprepade fall av våldsbrott i skolan begångna av externa personer som inkräktat på skolans område.
Sedan 2011 har Giffey särskilt uppmärksammat den migration av människor från sydöstra Europa till Tyskland som skett, särskilt till Neukölln, bland annat genom att särskilt redovisa arbetet med inflyttade romer i Neukölln. Hon gjorde också flera resor till Bulgarien och Rumänien för att studera migrationsfaktorer på plats. Hon har verkat för att bättre samordna insatser och integrationsprojekt mellan förbundsnivån, förbundsländerna och kommunerna. Inom skolområdet verkade hon för skapandet av förberedelseklasser och lovspråkskola för att bättre förbereda nyanlända invandrarbarn i Berlins skolsystem.
År 2018 uttalade hon sig för att anskaffa burkinier för att få fler muslimska skolflickor att delta i simundervisningen, samtidigt som hon krävde bötesstraff för familjer som av kulturella eller religiösa anledningar inte låter barnen delta i simundervisning.
Hon har uttalat sig mot inkvotering av personer med utländsk bakgrund vid anställning inom offentlig tjänst.
Giffey har till skillnad från det egna partiet SPD:s kongressbeslut offentligt uttalat sig för att dömda brottslingar med utländskt medborgarskap ska kunna avvisas till hemlandet även i fall då det rör krigsområden som Afghanistan och Syrien.